# Francesc Piguillem i Verdacer
Francesc Piguillem i Verdacer (Puigcerdà, Bisbat d'Urgell, 17 de gener de 1770 - Puigcerdà, 21 d'agost de 1826) fou un metge català.
Fill i germà de metge, net i nebot d'apotecaris, estudia medicina i es llicencia a Cervera el 1790. Acabats els estudis, s'instal·la a Puigcerdà i estableix contactes amb nuclis científics de Montpeller i París que compensen les deficiències de la formació rebuda. Només tres anys més tard, ja és guardonat per l'Acadèmia Mèdico-Pràctica de Barcelona pel seu treball sobre el tètanus neonatal, aleshores conegut com a “mal de barretes”. Es tracta d'un recull de tot el que se sabia sobre aquesta malaltia en aquell moment.
El 1800, encara a Puigcerdà, practica la primera vacunació antivariolosa. Només han passat quatre anys des que Jenner fa la primera vacunació, publicada el 1798 i traduïda del francès pel mateix Piguillem el 1801. L'obra descriu l'experiència del Dr. François Colon. Piguillem obté permís de París per vacunar la limfa, subministrada pel metge francès que ha iniciat la vacunació a França. Més tard, es publica una descripció detallada del procediment seguit per aplicar la vacuna a Puigcerdà: La vacuna en España o Cartas Familiares sobre esta nueva inoculación escritas a la señora. Aquesta obra, que contribueix a la difusió d'aquesta pràctica terapèutica, reuneix les cartes que Piguillem escriu a la mare d'un dels nens vacunats.
L'any 1803, Francesc Piguillem s'instal·la a Barcelona on prossegueix amb la vacunació i continua informant els resultats a la Comissió de Vacunacions de París. El mateix any, escriu les primeres observacions d'un brot de febre groga que afecta el port de Barcelona (Memorial sobre la calentura amarilla, 1804).
El 1817, és nomenat catedràtic de medicina de la Reial Escola de Medicina Clínica de Barcelona, constituïda per una reial cèdula signada l'any 1801. El 1820, quan encara no s'editen revistes professionals, publica al Diario de Barcelona la seva experiència en l'ús de l'estetoscopi, recentment introduït per Laennec a París, tal com li explica un amic seu francès quan torna d'estudiar una epidèmia de febre groga que ha esclatat a Cadis. Aquest mateix any, en el punt àlgid del seu prestigi com a metge, funda el Periódico de la Sociedad de Salud Pública, periòdic mèdic amb què divulga la tasca que s'està fent a Barcelona per afrontar l'esclat de febre groga.
Piguillem és un defensor de la química moderna i del seu paper decisiu en la medicina, un entusiasta dels nous mètodes d'exploració clínica auscultativa i de l'apropament anatomopatològic a la malaltia. Publicà:
- «Filosofía química ó verdades Fundamentales de química moderna por A. F. Furcroy», traduïdes del francès (1793).
- «Discurso al empezar las lecciones de medicina práctica» (1817).